# Varovalna naprava (gorništvo)
Varovalna naprava je tehnična oprema planinske poti, namenjena varnejši hoji po poti in tudi varovanju narave. Tehnični pripomočki nam pomagajo pri vzpenjanju tam, kje bi sicer imeli težave s plezanjem in oprijemanjem skal ali pri premoščanju grap in podorov.

## Namen
Namen varovalne naprave je predvsem:
- zmanjšanje možnosti zdrsa ali padca na izpostavljenih mestih,
- enostavnejše, lažje in varnejše napredovanje,
- preprečevanje erozije tal.

## Vrste
Varovala so izklesana ali vdelana v skalo. Varovalne naprave delimo na:
- tehnične pripomočke za napredovanje kamor sodijo:
  - jekleni klini za oprimke in stope (debeli vsaj 20 mm)
  - jeklene skobe (stopni klini, penjače), uporabne tudi kot oprimki;
- pripomočke za varovanje kot:
  - jeklenice ali pletenice (pocinkane žične vrvi, debele 11 do 13 mm),
  - lesene ograje in
  - izklesani stopi in oprimki.

Med varovalne naprave lahko uvrstimo tudi mostičke, brvi, stopnice, lestve (komarča, ostrv - deblo s štrclji).
Do višine gozdne meje se uporabljajo predvsem lesene varovalne naprave (oporna debla, lesene stopnice, ograje in lestve, ter brvi in mostički), v visokogorju pa predvsem kovinske varovalne naprave.